# Juan III de Cléveris
Juan III de Jülich-Cléveris-Berg (en alemán: Johann III. von Jülich-Kleve-Berg; 10 de noviembre de 1490-6 de febrero de 1539) fue duque de Jülich-Cléveris-Berg y conde de Mark.

## Biografía
Juan era hijo de Juan II de Cléveris, duque de Cléveris y conde de Mark, y de Matilde de Hesse. Se convirtió en duque de Jülich-Cléveris-Berg en 1521 y en señor de Ravensberg en 1528.
Se casó el 1 de octubre de 1510 con María de Jülich-Berg, con quien tuvo cuatro hijos:
- Sibila (1512-1554), casada con el elector Juan Federico I de Sajonia.
- Ana (1515-1557), casada con el rey Enrique VIII de Inglaterra. El matrimonio fue anulado al poco tiempo.
- Guillermo (1516-1592), duque de Jülich-Cléveris-Berg. Casado con María de Habsburgo-Jagellón.
- Amalia (1517-1586), murió soltera.

| Predecesor: Juan II | Duque de Jülich-Cléveris-Berg 15 de marzo de 1521-6 de febrero de 1539 | Sucesor: Guillermo V |